# 1943 en combiné nordique
| Années du combiné nordique : 1940 - 1941 - 1942 - 1943 - 1944 - 1945 - 1946    |
| Décennies du combiné nordique : 1910 - 1920 - 1930 - 1940 - 1950 - 1960 - 1970 |

Cette page reprend les résultats de combiné nordique de l'année 1943.

## Festival de ski d'Holmenkollen
L'édition 1943 du festival de ski d'Holmenkollen a été annulée.

## Jeux du ski de Lahti
L'épreuve de combiné des Jeux du ski de Lahti 1943 fut remportée par un coureur finlandais, Olavi Sihvonen (en),
devant ses compatriotes Kalervo Kaplas et Martti Huhtala.

## Championnats nationaux

### Championnat d'Allemagne
Le championnat d'Allemagne de combiné nordique 1943 n'a pas été organisé.

### Championnat des États-Unis
Le championnat des États-Unis 1943 n'a pas eu lieu.

### Championnat de Finlande
Le championnat de Finlande 1943 a été remporté par Olavi Sihvonen (en)
devant Kalervo Kaplas et Martti Huhtala.

### Championnat d'Islande
Le championnat d'Islande 1943 fut remporté par Guðmundur Guðmundsson.

### Championnat d'Italie
Le championnat d'Italie 1943 fut remporté par Alberto Tassotti devant Italo Soldà et Antonio Mosele, champion d'Italie 1937.

### Championnat de Norvège
L'organisation du championnat de Norvège 1943 a été annulée.

### Championnat de Pologne
Le championnat de Pologne 1943 fut annulé.

### Championnat de Suède
Le championnat de Suède 1943 a distingué Sven Rogström
, du club Anundsjö IF (sv). Le club champion fut le Njurunda IK.

### Championnat de Suisse
Le Championnat de Suisse 1943 a eu lieu à Arosa.
Le champion 1943 fut Otto von Allmen, de Wengen. Il devançait Martin Zimmermann et Willy Bernath.